# Rudka Bałtowska
Rudka Bałtowska – wieś w Polsce położona w województwie świętokrzyskim, w powiecie ostrowieckim, w gminie Bałtów. Leży przy DW754.
W latach 1975–1998 miejscowość administracyjnie należała do województwa kieleckiego.
Wierni Kościoła rzymskokatolickiego należą do parafii Matki Bożej Bolesnej w Bałtowie.